# La Gavia
La Gavia – stacja metra w Madrycie, na linii 1. Znajduje się w dzielnicy Villa de Vallecas, w Madrycie i zlokalizowana jest pomiędzy stacjami Congosto a Las Suertes. Została otwarta 16 maja 2007.